# Адемс, Роберт
А́демс Ро́берт (англ. Robert Adams; 1791, Дублин — 13 января 1875, Дублин) — ирландский хирург.

## Жизнь
Адемс Роберт родился в Ирландии, учился в Тринити-колледж (Дублин) с 1810 по 1814 года и получил степень бакалавра в 1814 году. Он начал свою медицинскую подготовку под руководством Уильяма Хартигана и Джорджа Стюарта, ведущих хирургов Дублина того времени. Он был избран членом Королевского колледжа хирургов в 1818 году, а затем уехал за границу для завершения медицинского и хирургического обучения.
По возвращении в Дублин работал хирургом в Jervis Street Hospital и госпитале Ричмонда. Он принял участие в создании Carmichael School of Medicine и преподавал там в течение многих лет.
Позже он три раза становился президентом Королевского колледжа хирургов и Патологического общества Дублина.
Приступ Морганьи-Эдемс-Стокса назван в том числе в его честь.
Похоронен в Дублине на кладбище Маунт Джером.